# Ernst Voss (Unternehmer)

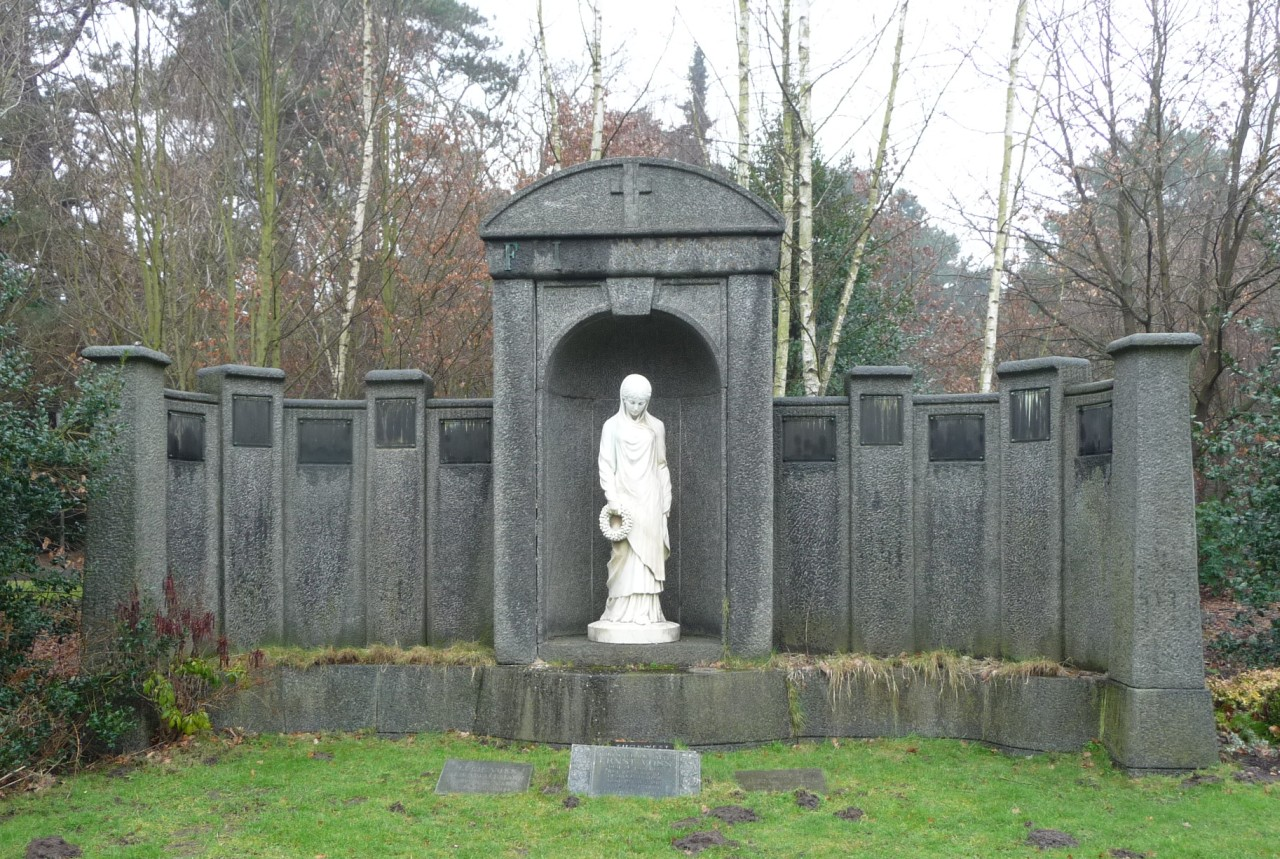
Grab von Ernst Voss auf dem Friedhof Ohlsdorf in Hamburg

Ernst Christian August Voss (* 12. Januar 1842 in Fockbek; † 1. August 1920 in Hamburg) war ein deutscher Schiffbauingenieur, Unternehmer und Mitbegründer der Werft Blohm & Voss.
Ernst Voss, Sohn eines Hufschmieds, durchlief eine Maschinenbaulehre und begann 1863 ein Studium am Eidgenössischen Polytechnikum Zürich. Hohes technisches Verständnis, eiserne Energie und Ehrgeiz verhalfen ihm zu frühzeitigem Abschluss und Erlangung des Diploms.
Zur Vertiefung seiner Kenntnisse ging er nach Großbritannien, wo er als Maschinenbau-Konstrukteur in der Schiffbau-Industrie arbeitete, u. a. bei den Unternehmen John & Henry Gwynne (London) und Randolph Elder & Co. (Glasgow).
1869 kehrte Ernst Voss nach Deutschland zurück. Er begann 1877 zusammen mit seinem Partner Hermann Blohm mit dem Aufbau der Werft Blohm & Voss. Ein besonderes Verdienst ist die Konstruktion des Dockbaus.
Ernst Voss wurde auf dem Friedhof Ohlsdorf in Hamburg begraben (Grablage: T23 (33-50)).